# OABニュース
『OABニュース』（オーエービーニュース）は、1993年10月1日の開局（9月26日から9月30日までのサービス放送開始）から大分朝日放送が生放送されているニュース番組。大分県内のニュースと天気予報を伝える。ハイビジョン制作（ハイビジョン放送は地上デジタル放送のみで実施）。

## 概要
- OABの開局とともに放送を開始。現在は平日 11:57 - 12:00、週末（土曜日・日曜日）17:48.54にテレビ朝日制作の全国ネットニュース番組に内包される形で県内のニュース、気象情報を放送している。

- 2007年6月1日からはニューススタジオがハイビジョン対応になった。

## 放送時間
いずれも日本標準時。
- 平日昼：11:45 - 12:00 『大下容子ワイド!スクランブル 第1部』〈テレビ朝日制作〉に内包された『ANN NEWS』を『OAB・ANNニュース』として放送し、11:56.55から5秒送出される提供ベースを『大下容子ワイド!スクランブル第2部』の放送内容テロップに差し替えて11:57にローカル枠飛び降りし12:00まで県内のニュースと気象情報を放送。
- 土日夕方：『ANNスーパーJチャンネル』のローカル枠17:48.54より放送。（不定期）

### 過去の放送時間
- 2020年12月21日 - 12月24日、『じもっと!OITA』の休止に伴い、18:45-18:50まで放送。
- 月曜 - 金曜 20:54 - 21:00 （県内ニュースを放送）
- 平日昼：11:40 - 12:00 （『OAB・ANNニュース』として放送、県内ニュース（5分）の後、『ワイド!スクランブル・第1部』〈テレビ朝日制作〉の末尾15分〈実質的には『ANNニュース』のみ〉をセットで放送。
- 平日午後：月曜 - 金曜 14:55 - 15:00 → 月曜 - 金曜 15:55 - 16:00 （『OAB・ANNニュース』として放送、『ANNニュース』を内包）
- 週末午後：土曜・日曜 15:55 - 16:00 → 土曜 15:55 - 16:00、日曜 15:25 - 15:30 → 土曜 15:55 - 16:00（『OABニュース〜ANN〜』として放送、『ANN NEWS』を内包）
- 週末夕方：土曜・日曜 18:55 - 19:00 （1993年9月26日 - 1995年4月2日） → 土曜 18:55 - 19:00、日曜 17:55 - 18:00 （1995年4月8日 - 1997年9月28日） → 土曜・日曜 17:55 - 18:00 （1997年10月4日 - 2000年3月26日） → 土曜 18:23 - 18:28、日曜 17:55 - 18:00 （2000年4月1日 - 2000年10月1日） → 土曜・日曜 17:55 - 18:00 （2000年10月7日 - 2010年10月31日）
- 週末夜：土曜・日曜 20:54 - 21:00 （1993年9月26日 - 1996年3月31日） → 土曜 20:54 - 20:58、日曜 20:54 - 21:00 （1996年4月6日 - 2013年3月31日）

## 担当アナウンサー
- 椎木麻衣
- 冨永実加子

### 過去の担当アナウンサー
- 山下拓見
- 板倉護
- 長田次郎
- 中村康人
- 野田奉伸
- 梅中悠介
- 児玉泰一郎
- 佐脇佳子
- 原田多美子
- 志垣佳奈
- 武本靖子（現：宮地靖子）
- 藤丘ともみ
- 松島優理
- 鈴木麻理
- 原田恵理子
- 中嶋美和子
- 天本圭子
- 二ノ宮真美
- 楠元正孝
- 大久保千夏
- 高嶋和代
- 村島里佳